# فیلم‌شناسی ریتیک روشن

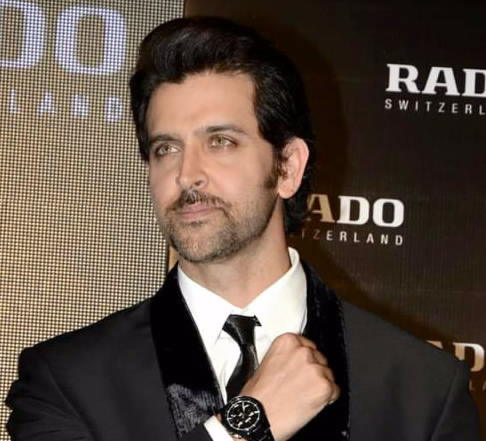
روشن در ۲۰۱۲

ریتیک روشن بازیگر هندی است که به خاطر بازی در فیلم‌های هندی زبان شناخته شده‌است. در کودکی، او در سه فیلم به کارگردانی پدربزرگ مادری‌اش، جی. اوم پراکاش، در نقشی نامشخص ظاهر شد که اولین آن‌ها در آشا (۱۹۸۰) بود. در سال ۱۹۸۶، روشن نقش پسر خوانده شخصیت راجینیکانت را در درام جنایی پراکاش باگوآن دادا بازی کرد. روشن متعاقباً در چهار فیلم از جمله خودخواه (۱۹۸۷) و کاران آرجون (۱۹۹۵) به عنوان دستیار کارگردان کار کرد که همگی توسط پدرش، راکیش روشن کارگردانی شد. اولین نقش اصلی روشن در سینما در کنار آمیشا پاتل در فیلم بگو… عاشقم هستی (۲۰۰۰)، یک درام عاشقانه بسیار موفق به کارگردانی پدرش بود، که برای آن دو جایزه فیلم‌فیر، یعنی بهترین بازیگر مرد و بهترین بازیگر مرد در اولین حضور را به دست آورد. در سال ۲۰۰۱، روشن در ملودرام پرسود کاران جوهر به نام گاهی شادی گاهی غم نقش مکمل را ایفا کرد. این موفقیت اولیه با نقش‌هایی در مجموعه‌ای از فیلم‌های ناموفق از نظر منتقدان و از لحاظ تجاری، از جمله دارم عاشقت میشم (۲۰۰۲) و من دیوانه عشق هستم (۲۰۰۳) همراه شد که باعث شد منتقدان این‌گونه تصور کنند که کار روشن به پایان رسیده‌است. با این حال، آینده شغلی او در سال ۲۰۰۳ زمانی که در فیلم علمی تخیلی پدرش یکی پیدا شد نقش یک نوجوان ناتوان ذهنی را بازی کرد، بهبود یافت. این فیلم به عنوان پردرآمدترین فیلم بالیوود در آن سال ظاهر شد و روشن جایزه منتقدین و بهترین بازیگر مرد را به دست آورد. اکران بعدی او، درام جنگی هدف (۲۰۰۴)، علیرغم دریافت نقدهای مثبت، در باکس آفیس ضعیف عمل کرد. در سال ۲۰۰۶، روشن در دو فیلم پرفروش سال بازی کرد. او ابرقهرمان به نام روهیت را در کریش، دنباله یکی پیدا شد، به تصویر کشید و برای بازی در نقش یک دزد در فیلم ماجراجویی موج ۲ برنده جایزه بهترین بازیگر مرد در فیلم‌فیر شد. دو سال بعد، او چهارمین جایزه بهترین بازیگر مرد را در فیلم فیر برای بازی در نقش امپراتور گورکانی اکبر در رمان عاشقانه دوره آشوتوش گواریکر، جودها اکبر (۲۰۰۸) به دست آورد. روشن در سال ۲۰۱۰ در دو فیلم تجاری ناموفق بازی کرد — بادبادک‌ها و درخواست — اما برای به تصویر کشیدن یک شعبده باز چهاراندام در فیلم دوم مورد تحسین قرار گرفت. در سال ۲۰۱۱، او به عنوان یک داور استعداد در برنامه تلویزیونی رقص، فقط برقص حضور یافت. روشن همچنین یکی از سه نقش اصلی را در کنار فرهان اختر و آبهای دئول در فیلم کمدی-درام زندگی روز به روزه (۲۰۱۱) به کارگردانی زویا اختر بازی کرد و پس از آن در مسیر آتش (۲۰۱۲)، بازسازی فیلمی در سال ۱۹۹۰ به همین نام، نقش مردی را بازی کرد که به دنبال انتقام بود. در سال ۲۰۱۳، روشن در قسمت سوم کریش و سال بعد از آن در فیلم بنگ بنگ!، بازسازی فیلم هالیوود شوالیه و روز در سال ۲۰۱۰ بازی کرد. مسیر آتش، کریش ۳ و بنگ بنگ! در میان موفق‌ترین فیلم‌های تجاری او قرار می‌گیرد. روشن در فیلم بیوگرافی سوپر ۳۰ (۲۰۱۹)، که در آن ریاضیدان آناند کومار را به تصویر می‌کشد، و فیلم اکشن هیجان انگیز جنگ (۲۰۱۹) که پردرآمدترین فیلم او محسوب می‌شود، بازی کرد. در سال ۲۰۲۰، روشن به عنوان یک شخصیت قابل بازی در گارنا فری فایر با نام شخصیت خود قرار گرفت.

## فیلم‌ها
| Films that have not yet been released | به فیلم‌هایی اشاره دارد که هنوز اکران نشده‌اند |

| سال  | عنوان              | نقش                                | یادداشت                                                                              |                      |
| ---- | ------------------ | ---------------------------------- | ------------------------------------------------------------------------------------ | -------------------- |
| ۱۹۸۰ | آشا                | بدون‌نام                            | شخصیت نامشخص در آهنگ "Jaane Hum Sadak Ke Logon"                                      | [ ۲۸ ]               |
| ۱۹۸۰ | دیوانه تو          | جوانی رحیم                         | شخصیت نامشخص                                                                         |                      |
| ۱۹۸۱ | در نزدیکی          | بدون‌نام                            | شخصیت نامشخص در آهنگ "Shehar Main Charchi Hai"                                       | [ ۱ ]                |
| ۱۹۸۳ | Aasra Pyaar Da     | نامشخص                             | فیلم پنجابی شخصیت نامشخص                                                             | [ ۱ ]                |
| ۱۹۸۶ | پدربزرگ خدا        | گوویندا                            | بازیگر کودک                                                                          | [ ۲۹ ]               |
| ۱۹۸۷ | خودخواه            | —                                  | دستیار کارگردان                                                                      | [ ۳ ]                |
| ۱۹۹۳ | عموی شاه           | —                                  | دستیار کارگردان                                                                      | [ ۳ ]                |
| ۱۹۹۵ | کاران آرجون        | —                                  | دستیار کارگردان                                                                      | [ ۳۰ ]               |
| ۱۹۹۷ | کویلا              | —                                  | دستیار کارگردان                                                                      | [ ۳۰ ]               |
| ۲۰۰۰ | بگو… عاشقم هستی    | روهیت/راج چوپرا[I]                 | جایزه فیلم‌فیر بهترین بازیگر مرد جایزه فیلم‌فیر برای اولین فیلم                        | [ ۵ ] [ ۳۱ ]         |
| ۲۰۰۰ | فضا                | آمان اکرام‌الله                     | نامزد—جایزه فیلم‌فیر بهترین بازیگر                                                    | [ ۳۲ ]               |
| ۲۰۰۰ | عملیات کشمیر       | الطاف خان                          |                                                                                      | [ ۳۳ ]               |
| ۲۰۰۱ | خاطرات             | رونیت مال‌هوترا                     |                                                                                      | [ ۳۴ ]               |
| ۲۰۰۱ | گاهی شادی گاهی غم  | روهان رای‌چاند                      | نامزد—جایزه فیلم‌فیر بهترین بازیگر نقش مکمل                                           | [ ۳۵ ]               |
| ۲۰۰۲ | دارم عاشقت میشم    | روهیت                              |                                                                                      | [ ۳۶ ]               |
| ۲۰۰۲ | نه تو میدونی نه من | راهول شارما                        |                                                                                      | [ ۳۷ ]               |
| ۲۰۰۲ | با من دوست میشی؟   | راج خانا                           |                                                                                      | [ ۳۸ ]               |
| ۲۰۰۳ | من دیوانه عشق هستم | پرم کیشن ماتور                     |                                                                                      | [ ۳۹ ]               |
| ۲۰۰۳ | یکی پیدا شد        | روهیت مهرا                         | جایزه فیلم‌فیر برای بهترین بازیگر مرد جایزه بهترین بازیگر مرد از سوی منتقدان فیلم فیر | [ ۱۳ ] [ ۴۰ ]        |
| ۲۰۰۴ | هدف                | کاران شرگیل                        | نامزد — جایزه فیلم فیر برای بهترین بازیگر مرد                                        | [ ۴۱ ] [ ۴۲ ]        |
| ۲۰۰۶ | کریش               | کریشنا مهرا / کریش و روهیت مهرا[I] | نامزد — جایزه فیلم فیر برای بهترین بازیگر مرد                                        | [ ۴۳ ] [ ۴۴ ]        |
| ۲۰۰۶ | موج ۲              | آریان/آقای.A                       | جایزه فیلم‌فیر برای بهترین بازیگر مرد                                                 | [ ۱۶ ] [ ۴۵ ]        |
| ۲۰۰۶ | می‌بینمت            | خودش                               | حضور ویژه در آهنگ "Subah Subah"                                                      | [ ۴۶ ]               |
| ۲۰۰۷ | ام شنتی ام         | خودش                               | حضور ویژه                                                                            | [ ۴۷ ]               |
| ۲۰۰۸ | جودها اکبر         | جلال الدین محمد اکبر               | جایزه فیلم‌فیر برای بهترین بازیگر مرد                                                 | [ ۱۷ ] [ ۴۸ ]        |
| ۲۰۰۸ | چهار دیوانه        | خودش                               | حضور ویژه در آهنگ "چهار دیوانه"                                                      | [ ۴۹ ]               |
| ۲۰۰۹ | خوشبختی تصادفی     | علی ظفر خان                        | حضور افتخاری                                                                         | [ ۵۰ ]               |
| ۲۰۱۰ | بادبادک‌ها          | جای سینگ‌هانیا                      | همین‌طور خواننده "Kites in the Sky"                                                   | [ ۵۱ ] [ ۵۲ ]        |
| ۲۰۱۰ | درخواست            | ایتن ماسکارناس                     | نامزد — جایزه فیلم فیر برای بهترین بازیگر مرد                                        | [ ۵۲ ] [ ۵۳ ] [ ۵۴ ] |
| ۲۰۱۱ | زندگی روز به روزه  | آرجون سالوجا                       | نامزد — جایزه فیلم فیر برای بهترین بازیگر مرد                                        | [ ۵۵ ] [ ۵۶ ] [ ۵۷ ] |
| ۲۰۱۱ | دان۲               | دان                                | حضور ویژه                                                                            | [ ۵۸ ]               |
| ۲۰۱۲ | مسیر آتش           | وی‌جی دی‌ناناث چائوهان               | نامزد — جایزه فیلم فیر برای بهترین بازیگر مرد                                        | [ ۵۹ ] [ ۶۰ ]        |
| ۲۰۱۳ | کریش ۳             | کریشنا مهرا / کریش و روهیت مهرا[I] | نامزد — جایزه فیلم فیر برای بهترین بازیگر مرد                                        | [ ۶۱ ] [ ۶۲ ]        |
| ۲۰۱۴ | بنگ بنگ!           | راج‌ویر نان‌دا/جای نان‌دا             | نامزد — جایزه فیلم فیر برای بهترین بازیگر مرد                                        | [ ۶۳ ] [ ۶۴ ]        |
| ۲۰۱۵ | Hey Bro            | خودش                               | حضور ویژه در آهنگ "Birju"                                                            | [ ۶۵ ]               |
| ۲۰۱۶ | تپه مردگان         | سرمان                              |                                                                                      | [ ۶۶ ]               |
| ۲۰۱۷ | قابل               | روهان بهات‌ناگار                    | نامزد — جایزه فیلم فیر برای بهترین بازیگر مرد                                        | [ ۶۷ ]               |
| ۲۰۱۷ | Hrudayantar        | کریش                               | حضور ویژه: ماراتی فیلم                                                               |                      |
| ۲۰۱۹ | سوپر ۳۰            | آناند کومار                        | همچنین خواننده آهنگ "Question Mark" نامزد — جایزه فیلم فیر برای بهترین بازیگر مرد    | [ ۶۸ ]               |
| ۲۰۱۹ | جنگ                | سرگرد کبیر دالیوال                 |                                                                                      | [ ۶۹ ]               |
| ۲۰۲۲ | ویکرام ودها        | ودا                                |                                                                                      | [ ۷۰ ]               |
| ۲۰۲۴ | جنگنده             | پاتی                               |                                                                                      | [ ۷۱ ]               |
| ۲۰۲۵ | جنگ ۲              | سرگرد کبیر دالیوال                 | پیش‌تولید                                                                             |                      |

## تلویزیون
| سال  | عنوان                          | نقش  | سازندگان)   | کارگردان (های) | یادداشت         |        |
| ---- | ------------------------------ | ---- | ----------- | -------------- | --------------- | ------ |
| ۲۰۰۱ | تاریخ جهانی جرایم سازمان یافته | خودش | تولیدات برج | اسکات الکساندر | مستند تلویزیونی | [ ۷۲ ] |

## نمایش‌های موزیک ویدیو
| سال  | عنوان            | مجری (های)      | آلبوم    |        |
| ---- | ---------------- | --------------- | -------- | ------ |
| ۲۰۱۰ | "بگذارید مهمانی" | گانش هیدج       | -        |        |
| ۲۰۱۵ | " دیره دیره "    | یو یو هانی سینگ | -        | [ ۷۳ ] |
| ۲۰۱۶ | "آی راجو"        | بند ۶ بسته      | -        | [ ۷۴ ] |
| ۲۰۲۱ | "DNA Mein Dance" | ویشال و شکر     | آتش آزاد |        |

## یادداشت
^ روشن در این فیلم نقش دوگانه ای را ایفا کرد.